# Dunavci
Dunavci (bulharsky Дунавци) je město ležící v severozápadním Bulharsku, v Dolnodunajské nížině asi 1 km od Dunaje. Nachází se 8 km jižně od Vidinu, správního střediska stejnojmenné obštiny, a má přibližně 2 400 obyvatel.

## Historie
Dunavci vznikly 12. prosince 1955 sloučením vesnic Vidbol a Gurkovo, které tvoří jejich základní obvody. 
Název Vidbol je thráckého původu a jednalo se o osobní jméno a nese ho také říčka, která se nedaleko odtud vlévá do Dunaje. Vesnice využívala své strategické vyvýšené polohy nad brodem, kterým vedla podunajská cesta. Během osmanské nadvlády úřady zavedly zvláštní přístupový režim do pevnostního města Vidin, do kterého se mohlo vstupovat jen v určených časech. Zároveň nebylo povoleno stát anebo nocovat před branami města. Vesnice Vidbol byla místem, kde lidé přicházející od východu trávili noc, a proto tu vznikly četné zájezdní hostince, jak také zaznamenal cestovatel Felix Kanitz. Od hostinců (bulharsky ханище, chanište) také údajně pochází název obce užívaný během turecké éry – Hana, jak je zaznamenán v kupní smlouvě z roku 1699. Obec Vidbol byla od roku 1949 správním střediskem obštiny Vidbol, ke která patřila i vesnice Gurkovo. 
Po sjednocení vsí byla obština přejmenována na obštinu Dunavci. Během kolektivizace zde bylo založeno zemědělské hospodářství Novo Vreme, později přejmenované na Kliment Timirjazev. Sjednocená vesnice se stala městem 4. září 1974. V roce 1987 byla obština Dunavci začleněna do obštiny Vidin.

## Obyvatelstvo
Ve městě žije 2 452 obyvatel a je zde trvale hlášeno 2 516 obyvatel. Podle sčítání 1. února 2011 bylo národnostní složení následující:
- Bulhaři: 1 950 (88.3 %)
- Romové: 227 (10.3 %)
- ostatní: 31 (1.4 %)